# Walki o Ochtyrkę
Walki o Ochtyrkę – starcie zbrojne stoczone między Siłami Zbrojnymi Ukrainy a wojskami Federacji Rosyjskiej o miasto Ochtyrka w obwodzie sumskim, rozpoczęte 24 lutego 2022 roku (pierwszego dnia inwazji Rosji na Ukrainę).
Działania wojenne obejmowały starcia o kontrolę nad miastami Ochtyrka i Trościaniec oraz strategicznymi szlakami prowadzącymi w głąb Ukrainy. W dowód uznania dla zaciekłości obrońców, 24 marca 2022 roku prezydent Ukrainy Wołodymyr Zełenski nadał Ochtyrce status Miasta-bohatera Ukrainy.
Zgodnie z danymi ze śledztwa ukraińskich organów ścigania rosyjskie siły okupacyjne ostrzeliwały dzielnice mieszkalne Ochtyrki artylerią i zrzucały bomby przez 30 dni. Setki budynków mieszkalnych oraz infrastruktura miejska uległy uszkodzeniu lub zniszczeniu. Według danych ze śledztwa w ostrzałach zginęło 30 cywilów.

## Walki

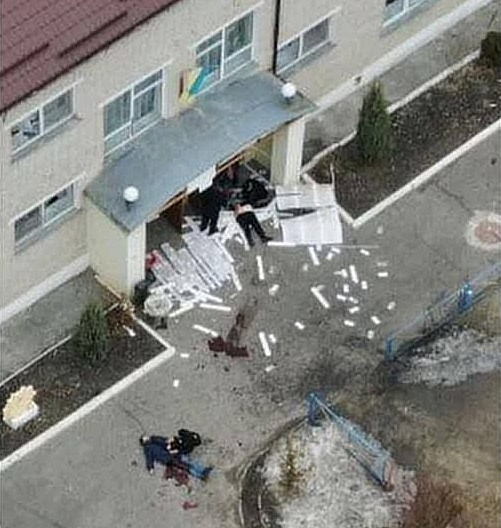
Skutki rosyjskiego ostrzału przedszkola, gdzie chronili się cywile, 25 lutego 2022 roku

24 lutego rano Siły Zbrojne Federacji Rosyjskiej przekroczyły granicę państwową Ukrainy i o 7:30 dotarły do wsi Wełyka Pysariwka w rejonie ochtyrskim, gdzie rozpoczęły się pierwsze starcia zbrojne między rosyjską a ukraińską armią. Według przewodniczącego Sumskiej Obwodowej Administracji Państwowej Dmytra Żywyckiego 1 marca w obwodzie sumskim znajdowały się jedynie niewielkie oddziały ukraińskiej straży granicznej, Gwardii Narodowej i wojsk obrony terytorialnej. W ciągu pierwszego dnia walk o Ochtyrkę wojska rosyjskie nie były w stanie zająć miasta i zmuszone były wycofać się na jego przedmieścia, porzucając przy tym sprzęt wojskowy.
Nie mogąc zdobyć miasta, rosyjskie wojska lądowe rozpoczęły zmasowany ostrzał artyleryjski z wieloprowadnicowego systemu rakietowego BM-27 Uragan, który spowodował uszkodzenia infrastruktury cywilnej. 25 lutego doszło do ostrzału przedszkola, w którym schronili się okoliczni mieszkańcy. W ataku zginęło sześć osób, w tym 7-letnia dziewczynka. Według Amnesty International ostrzał przeprowadzono przy użyciu amunicji kasetowej w sposób nieselektywny, co czyni to wydarzenie zbrodnią wojenną.
26 lutego doszło do ostrzału ukraińskiej jednostki wojskowej, w którym miało zginąć około 70 ukraińskich żołnierzy. Ponadto 26 lutego rosyjska grupa rozpoznawczo-sabotażowa otworzyła ogień do dwóch duńskich dziennikarzy, poważnie ich raniąc. Same wojska rosyjskie zaprzestały aktywnego natarcia na miasto, będąc zmuszonymi do przejścia do defensywy na obrzeżach miasta.
27 lutego wznowiono walki pod Ochtyrką, prawdopodobnie w celu zdobycia pobliskiego Trościańca. Następnego dnia rozpoczęto ostrzał przeciwko zgrupowaniu sił ukraińskich oraz składowisku ropy naftowej.
28 lutego rosyjski żołnierz Wadim Szyszymarin zastrzelił nieuzbrojonego ukraińskiego cywila 62-letniego Ołeksandra Szelipowa w wiosce Czupachiwka w rejonie ochtyrskim. Następnego dnia Szyszymarin trafił do niewoli, a 23 maja 2022 roku został skazany na dożywotnie pozbawienie wolności jako pierwszy rosyjski żołnierz skazany za zbrodnię wojenną popełnioną podczas rosyjskiej inwazji na Ukrainę.
Na początku marca walki pod Ochtyrką przybrały charakter pozycyjny, ograniczając się do niemal codziennych ostrzałów rakietowych i artyleryjskich. W wyniku ataku 3 marca zniszczeniu uległa lokalna elektrownia cieplna, odcinając dopływ prądu i ciepła do miasta, a 10 marca uszkodzeniu uległ miejski system wodociągowy i kanalizacyjny.
W czasie walk o miasto mer Pawło Kuźmenko codziennie nagrywał krótkie filmy do mieszkańców miasta, informując ich o bieżącej sytuacji. Kuźmenko będący z zawodu traumatologiem-ortopedą brał udział w operowaniu pacjentów oraz pomagał organizować obronę miasta. Sytuację w Ochtyrce pogarszał fakt, że nie udało się zorganizować korytarzy humanitarnych dla ewakuacji ludności cywilnej.
W wyniku walk pozycyjnych i prób szturmu na miasto, 7 marca oddziały armii rosyjskiej poniosły straty sięgające 50% stanu osobowego, co spowodowało konieczność przegrupowania wojsk. Mimo to w nocy z 9 na 10 marca wojska rosyjskie, mimo trwającego przegrupowania własnych sił, kontynuowały ofensywę na miasto, uzupełniając ją zmasowanym ostrzałem artyleryjskim, w wyniku którego zginęło trzech cywilów. W wyniku tych ataków uszkodzeniu uległ także węzeł łączności komórkowej i internetowej. W celu jego naprawy wezwano inżynierów, którzy weszli do miasta, mimo że nie zdołano zorganizować dla nich bezpiecznego korytarza uzgodnionego ze stroną rosyjską.
W wyniku działań ofensywnych 16 i 17 marca części rosyjskich sił zbrojnych udało się wkroczyć na obrzeża miasta, angażując tym samym część sił ukraińskich do walk w granicach miasta. Po nieudanej próbie osiągnięcia sukcesu i zajęcia miasta, rosyjskie siły zbrojne rozpoczęły odwrót 22 marca, a do 26 marca całkowicie wycofały się z okolic Ochtyrki.

## Skutki i odbudowa
Pod koniec marca, na krótko przed całkowitym wycofaniem wojsk rosyjskich, miasto było zrujnowane. Na ulicach pozostały 10-metrowe kratery po wybuchach 500-kilogramowych bomb, wiele domów mieszkalnych i przedsiębiorstw uległo zniszczeniu, a eksplozje rozrzuciły tysiące ton ziemi. W mieście nie było wody, prądu ani ogrzewania, a obszary mieszkalne były bombardowane. Gdy trwały przerwy między ostrzałami, służby ratunkowe próbowały uprzątnąć gruzy. Zbombardowana została Ochtyrska Elektrownia Cieplna, która zaopatrywała w ciepło całe miasto, zniszczone zostały również budynki rady miejskiej, dworzec kolejowy i dom towarowy, uszkodzone zostały także zabytkowe budynki rejonowego domu kultury i muzeum historii lokalnej.
W lutym 2023 roku Służba Bezpieczeństwa Ukrainy oskarżyła wiceprzewodniczącego Sumskiej Obwodowej Administracji Państwowej Ołeha Kłymenczuka oraz szefa wydziału budownictwa o defraudację funduszy przeznaczonych w kwietniu 2022 roku przez rząd Ukrainy na odbudowę Ochtyrki. Zdaniem prokuratury w ramach defraudacji środków znacząco zawyżono koszta materiałów budowlanych niezbędnych do odbudowy infrastruktury.
W pomoc dla Ochtyrki zaangażowała się Polska. W 2022 roku do miasta dotarła pomoc humanitarna wysłana przez Polski Czerwony Krzyż. W 2023 roku Leszno zorganizowało tygodniowe wakacje dla 20 osób pochodzących z Ochtyrki.

## Galeria

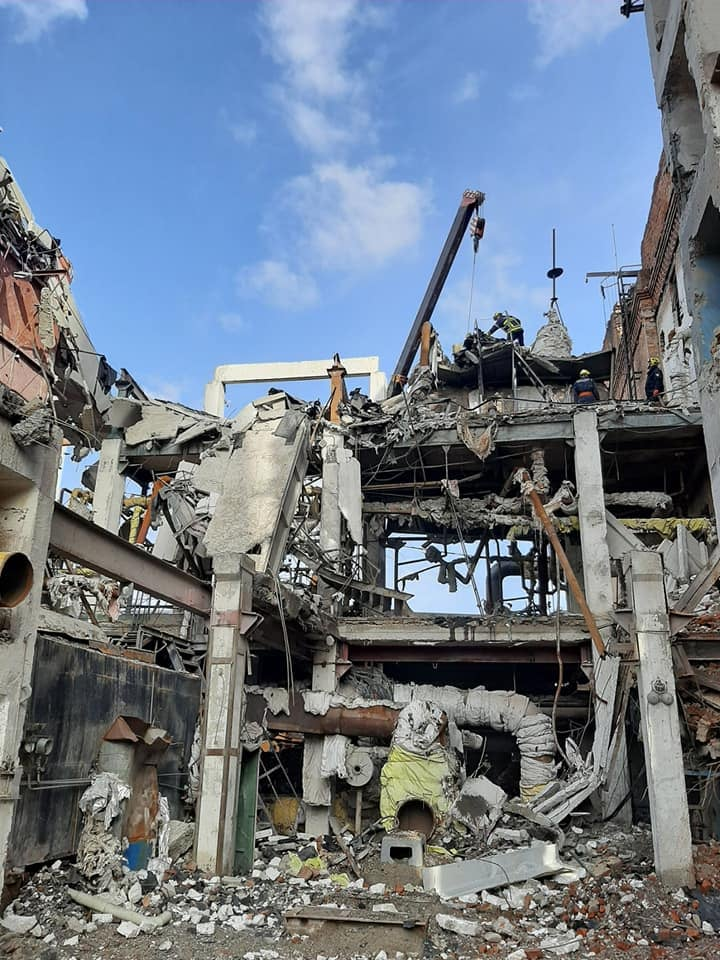
Ochtyrska Elektrownia Cieplna(inne języki) zniszczona w rosyjskim ataku 3 marca 2022 roku
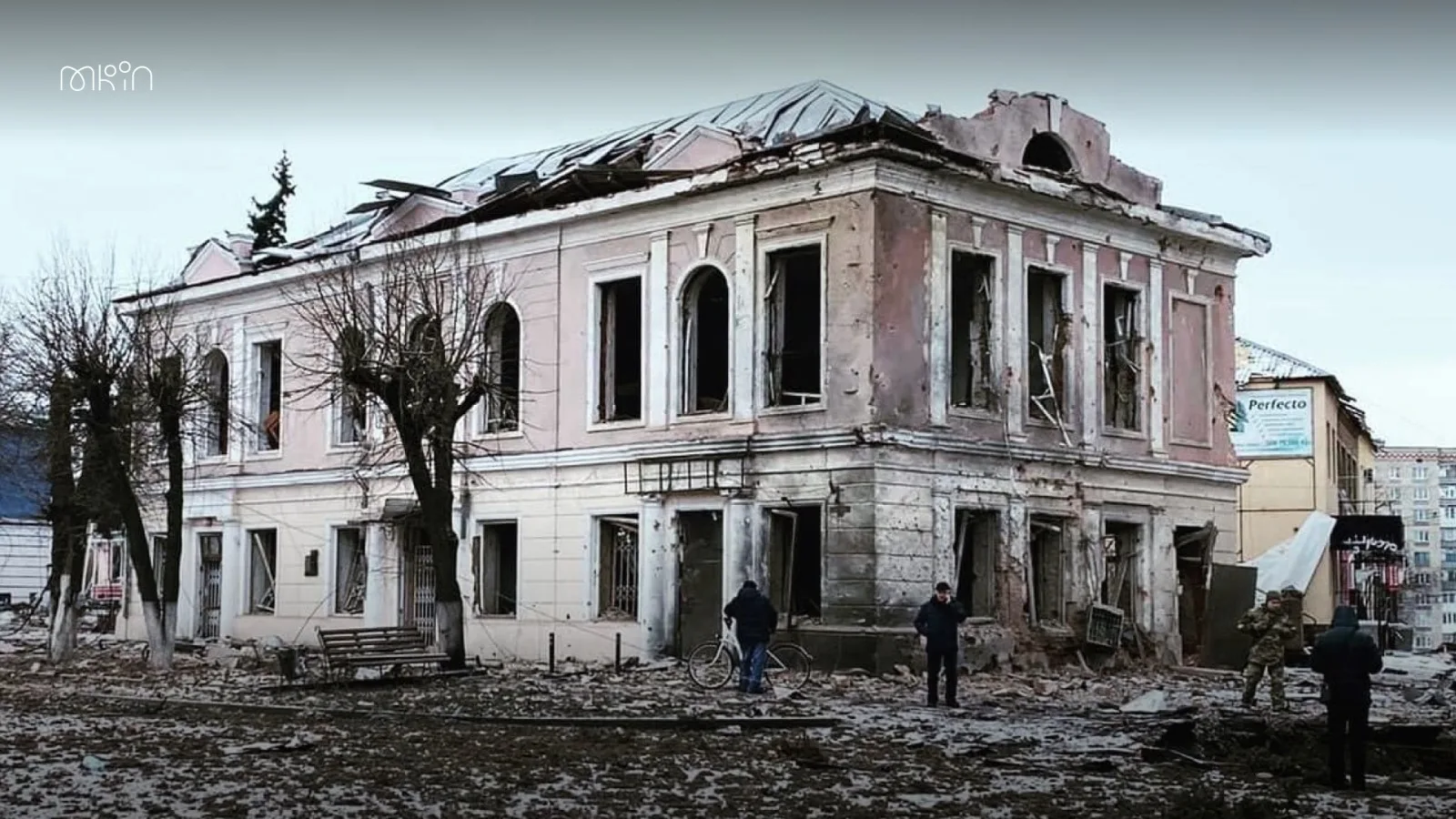
Ochtyrskie Muzeum Krajoznawcze uszkodzone w rosyjskim nocnym ostrzale rakietowym z 7 na 8 marca 2022 roku
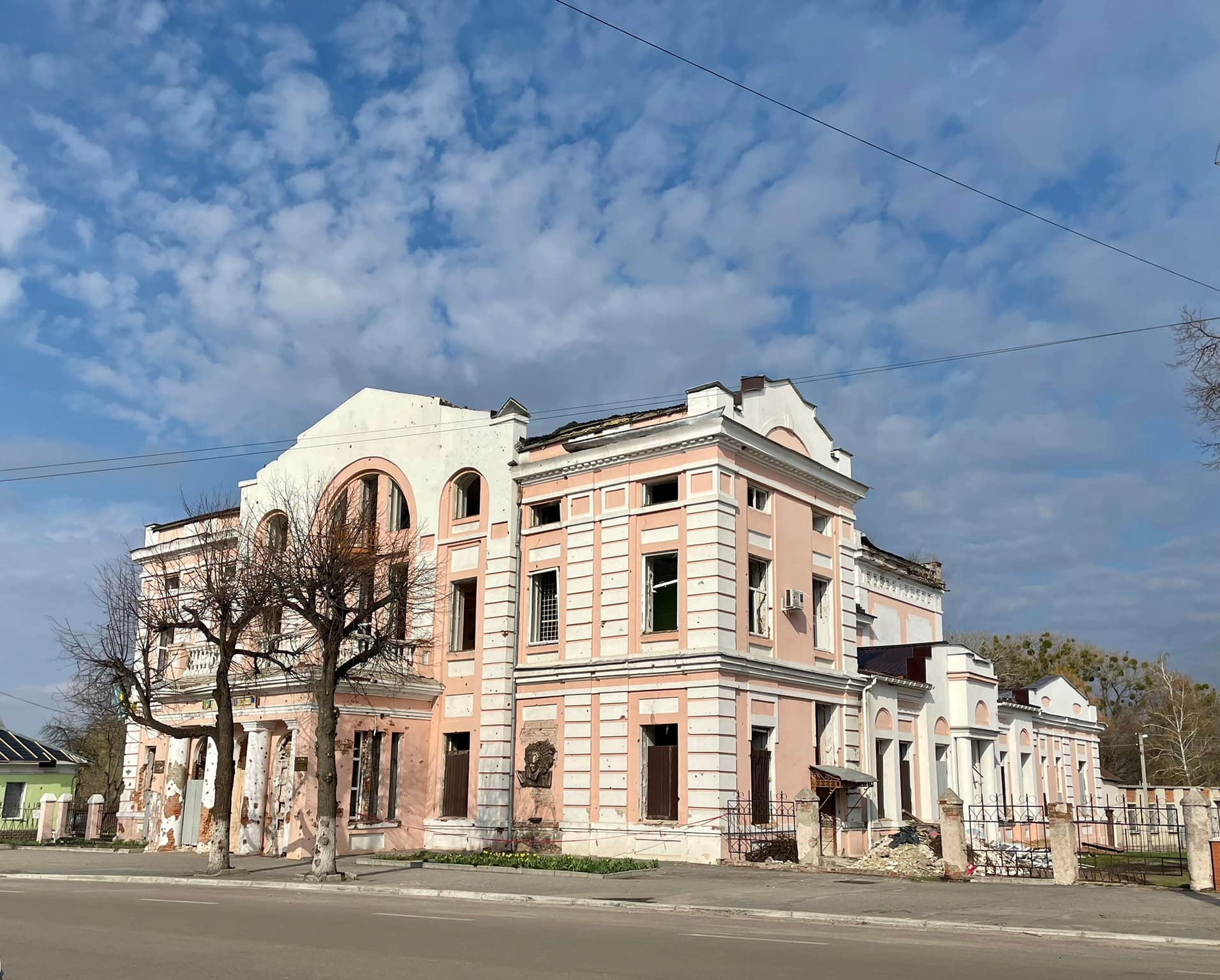
Dom Kultury w Ochtyrce uszkodzony w rosyjskim ostrzale
- Skutki rosyjskiego ostrzału z 27 lutego 2022 roku
- Skutki rosyjskiego ostrzału z 2 marca 2022 roku